# Opalfingersvamp
Opalfingersvamp (Clavaria falcata) är en svampart som beskrevs av Pers. 1794. Opalfingersvamp ingår i släktet Clavaria och familjen fingersvampar.  Arten är reproducerande i Sverige. Inga underarter finns listade i Catalogue of Life.